# Метрополитен на Торино
Метрополитенът на Торино е метросистемата, обслужваща Торино. Той е 6-ият метрополитен, изграден в Италия след метрополитените в Рим, Милано, Неапол, Катания и Генуа.
Открит е на 4 февруари 2006 г. Състои се от 1 линия, базирана на автоматизираната система VAL. Трасето започва в централната част на Торино при централната гара Порта Нуова, пресича центъра на града при железопътна гара Порта Суза, след това завива на запад и завършва със станция „Ферми“. Станциите са с дължина 60 м и ширина 19 м., коловозите са отделени от пероните посредством защитни стъклени прегради.
Станциите са изграждани по открития способ, а тунелите – посредством тунелопробивни машини (къртици) с външен диаметър 7,8 м.
Работно време на метрото: 04:45 ч. – 24:00 ч. Честота на влаковете: в час пик – през 2 мин., а в останалото време – през 4 мин. до 6 мин.

## Подвижен състав
По трасето на Торинското метро се движат състави, производство на фирмата Siemens, построени в Австрия. Съставите VAL се състоят от 4 вагонни композиции, дълги 52 м и широки 2,08 м.

## Хронология
- 4 февруари 2006 г.: „XVIII Дичембре“ – „Ферми“ (7,5 км)
- 5 октомври 2007 г.: „XVIII Дичембре“ – „Порта Нуова“ (2,1 км)

## Галерия
- Метростанция Порта Нуова
- двупътен метротунел
- перонен участък
- Метростанция Ферми